# Лавськ
Лавськ (пол. Ławsk) — село в Польщі, у гміні Вонсош Ґраєвського повіту Підляського воєводства.
Населення — 644 особи (2011).
У 1975-1998 роках село належало до Ломжинського воєводства.

## Демографія
Демографічна структура станом на 31 березня 2011 року:
|          | Загалом | Допрацездатний вік | Працездатний вік | Постпрацездатний вік |
| -------- | ------- | ------------------ | ---------------- | -------------------- |
| Чоловіки | 332     | 68                 | 228              | 36                   |
| Жінки    | 312     | 67                 | 181              | 64                   |
| Разом    | 644     | 135                | 409              | 100                  |